# Ivelin Popov
Ivelin Ivanov Popov (in bulgaro Ивелин Иванов Попов?; Sofia, 26 ottobre 1987) è un calciatore bulgaro, centrocampista del Botev Plovdiv.

## Carriera

### Club
Inizia nelle giovanili del  Septemvri Sofia e del Levski Sofia e nel 2005 si allena per cinque mesi con il vivaio del Feyenoord. Tornato in patria, in un torneo a Beroe è notato dagli scout del Liteks Loveč, squadra con cui firma il primo contratto da professionista nel dicembre 2005. Nel 2005-2006 esordisce nelle coppe europee, in occasione dell'andata dei sedicesimi di finale di Coppa UEFA contro lo Strasburgo. Debutta anche in campionato, il 12 marzo 2006 contro il CSKA Sofia. La prima rete la realizza il 9 aprile seguente contro il Lokomotiv Sofia, nella vittoria per 3-1. Con il club di Loveč gioca per cinque stagioni, assommando 123 presenze e 28 gol in tutte le competizioni. Vince un campionato bulgaro (2009-2010, annata in cui è eletto miglior giocatore della massima serie bulgara), due Coppe di Bulgaria e una Supercoppa di Bulgaria.
Il 19 agosto 2010 il Liteks annuncia di averlo ceduto al Blackburn, ma il presidente del club inglese Williams smentisce la conclusione dell'affare. Il 31 agosto la trattativa salta definitivamente, in quanto al giocatore viene negato il permesso di lavoro. Qualche settimana dopo si trasferisce al Gaziantepspor, squadra turca in cui milita per due anni, totalizzando 73 presenze e 12 gol.
Nel 2012 si accasa al Kuban', squadra russa, con contratto triennale. Nella prima stagione con il club realizza 9 gol stagionali, risultando il migliore marcatore del Kuban' insieme a Aras Özbiliz e contribuendo al quinto posto finale in Prem'er-Liga. Nel 2013-2014 è nominato capitano della squadra e fornisce in totale 6 gol e 12 assist, record stagionale per la categoria condiviso con Danny dello Zenit San Pietroburgo. Nel 2014-2015 realizza 5 gol. Conclude la propria esperienza al Kuban' con 95 presenze e 23 gol. Il 3 giugno 2015 si accasa allo Spartak Mosca per 7 milioni di euro. Eletto Calciatore bulgaro dell'anno nel 2015 e nel 2016, nel 2016-2017 si aggiudica il suo primo trofeo russo, il campionato, seguito dalla Supercoppa di Russia vinta nel 2017.
Il 12 gennaio 2018, dopo 13 presenze con lo Spartak, è ceduto in prestito per qualche mese al Rubin. Segna al debutto con la nuova maglia, il 2 marzo 2018 sul campo dell'Anži (1-1). Alla fine saranno 4 i gol in 9 presenze con la squadra di Kazan'. Rientrato allo Spartak nell'estate del 2018, colleziona 13 presenze in campionato e il 24 gennaio 2019 viene ceduto a titolo definitivo al Rostov, con cui firma un contratto di due anni e mezzo. Il 23 agosto 2020 si trasferisce al Soči nell'ambito di uno scambio con Dmitrij Poloz.

## Palmarès

### Club
- Campionato bulgaro: 1

Liteks Loveč: 2009-2010
- Campionato russo: 1

Spartak Mosca: 2016-2017
- Supercoppa di Russia: 1

Spartak Mosca: 2017
- Coppa di Bulgaria: 1

Botev Plovdiv: 2023-2024

### Individuale
- Calciatore bulgaro dell'anno: 3

2015, 2016, 2017